# Napadalec (hokej na ledu)
Napadalec je hokejski igralni položaj. 
Napadalec je pri hokeju na ledu tisti igralec, ki je prvenstveno odgovoren za doseganje golov. Na splošno si napadalci prizadevajo, da bi vseskozi ostajali v treh različnih linijah, tudi znanih kot tretjine, ledu, ko drsajo od svojega proti nasprotnemu golu. Ostajanje v treh linijah sicer ni obvezno, a pripomore k oblikovanju običajne napadalne formacije, znane kot napadalni trikotnik. Za formacijo je ključno, da si eden od napadalcev pridobi plošček. Nato ga lahko poda enemu ali drugemu napadalcu, lahko si izmenjujejo podaje in premikajo vratarja iz ene strani na drugo, kar lahko privede do za zadetek nevarnih situacij. Formacija dovoljuje stalen pretok igre in obenem omogoča napadalcem, da si z agresivno igro priborijo plošček v napadalni tretjini. Napadalci lahko nato podajo plošček branilcem, ki stojijo na modri črti, od koder se lahko plošček ustreli direktno na gol (napadalci pri tem iščejo odbite ploščke in skušajo plošček na poti preusmeriti v mrežo) ali poda naprej napadalcem, ki lahko zopet odigrajo formacijo napadalni trikotnik. 
Vsako moštvo ima tri napadalce:
- levo krilo
- center
- desno krilo